# Baulmes
Baulmes är en ort och kommun i distriktet Jura-Nord vaudois i kantonen Vaud, Schweiz. Kommunen har 1 146 invånare (2023).
Kommunen har gräns mot Frankrike.